# Tenuto

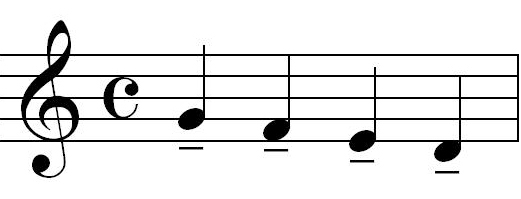
Viertelnoten mit Tenutostrichen

Tenuto (italienisch für „gehalten“, Abk.: ten.) gehört in der allgemeinen Musik neben legato, portato und staccato zu den vier gebräuchlichsten Artikulations-Arten. Wenn eine Note „tenuto“ (gehalten) gespielt werden soll, so soll der Notenwert unter allen Umständen vollständig ausgehalten werden, meint also das genaue Gegenteil eines Staccatopunktes. Dennoch kann das Tenutozeichen auch weitere Bedeutungen haben, die sich nicht auf das Aushalten des Tones, sondern viel mehr auf die Vortragsweise oder rhythmische Artikulation der betreffenden Note beziehen können, so sind teils auch Noten mit einem Tenutostrich versehen, die einen leichten Akzent bekommen sollen, für die ein gewöhnliches Akzent- oder gar Marcatozeichen aber zu viel des Guten bewirken könnten.
Des Weiteren existieren in der Musikliteratur auch Tenutostriche unter einem Bogen, welche bedeuten, dass die betreffenden Noten getrennt, also quasi portato, gespielt werden, aber dennoch als eine musikalische Einheit betrachtet werden sollten. Solch eine Phrasierungsart ist besonders bei Streichinstrumenten sinnvoll, da diesen hiermit angezeigt wird, dass die Noten unter einem Bindebogen zwar in einem Strich gespielt werden sollen, aber dennoch mit wahrnehmbaren Pausen, bzw. leichtem Absetzen zwischen den einzelnen Tönen. Generell ist das Tenutozeichen und dessen Ausführung somit weitaus weniger eindeutig, als es bei anderen Artikulationen, wie beispielsweise dem Staccatopunkt der Fall ist.
Hierbei werden besonders ab der impressionistischen Klavierliteratur aus dem Gesamtklang hervorzuhebende Noten und Akkorde der geringen Anzahl gebräuchlicher Bezeichnungen wegen häufig ebenfalls mit einem Tenuto-Strich versehen. Welche Art von Betonung angestrebt wird, ist von Komponist zu Komponist unterschiedlich. In der Regel ist hier entweder eine rhythmische Verzögerung ähnlich dem Rubato oder eine geringe Verstärkung der Lautstärke gemeint.
Der Tenuto-Strich wird im Allgemeinen wie alle Artikulationen auf der dem Notenhals gegenüber liegenden Seite des Notenkopfs geschrieben. Alternativ zum Tenuto-Strich können auch das ausgeschriebene Wort „tenuto“ oder die Abkürzung „ten.“ zum Einsatz kommen und über betreffende Stellen geschrieben werden.